# Punk Da Funk
Punk Da Funk – trzynasty singel oraz utwór niemieckiego DJ-a i producenta – Tomcrafta, wydany w duecie z Houspunkiem 21 października 1999 w Niemczech przez wytwórnię Kosmo Records (wydanie CD i dwie wersje 12"). Utwór nie został wydany na żadnym albumie Tomcrafta. Na singel składa się tylko utwór tytułowy w pięciu wersjach (CD). Poza tym został on wydany na dwóch płytach winylowych – z dwoma i z trzema wersjami utworu. Wydano także wersję winylową w Stanach Zjednoczonych (na płycie znalazły się cztery wersje utworu).

## Lista utworów

### Niemcy

#### CD
1. Punk Da Funk (Radio Edit 1) (3:58)
2. Punk Da Funk (Radio Edit 2) (3:57)
3. Punk Da Funk (New Club Mix) (6:34)
4. Punk Da Funk (Housepunk Mix) (5:52)
5. Punk Da Funk (Tomcraft Mix) (6:53)

#### 12"
1. Punk Da Funk (New Club Mix) (6:34)
2. Punk Da Funk (Tomcraft Mix) (6:53)
3. Punk Da Funk (Housepunk Mix) (5:52)

#### 12" (45 RPM)
1. Punk Da Funk (Housepunk Mix) (5:52)
2. Punk Da Funk (Tomcraft Mix) (6:53)

### Stany Zjednoczone(12")
1. Punk Da Funk (Tomcraft Mix) (6:53)
2. Punk Da Funk (Short Mix) (3:58)
3. Punk Da Funk (Housepunk Mix) (5:52)
4. Punk Da Funk (New Club Mix) (6:34)